# یوهان آندرسون
یوهان آندرسون (انگلیسی: Johan Andresen؛ زادهٔ ۲۵ ژوئیهٔ ۱۹۶۱) سرمایه‌گذار و کارآفرین اهل نروژ است، که مالک شرکت فرد کو می‌باشد.